# Pericoma hamtensis
Pericoma hamtensis är en tvåvingeart som beskrevs av Kaul 1971. Pericoma hamtensis ingår i släktet Pericoma och familjen fjärilsmyggor. Inga underarter finns listade i Catalogue of Life.